# Oltári történetek
Az Oltári történetek 2021 és 2022 között vetített magyar televíziós doku-reality, amit Dömötör Tamás, Jaksi Kornél, Szabó Szonja és Végh Zoltán Vozo rendezett.
A forgatókönyvet Demeter Kálmán, Domonkos Gábor, Lénárt Attila és Szöllőskei Gábor írták. A producerei Nagy Gergely Milán, H. Bíró László és Felhős György. A főszerepben Moór Bernadett látható.
Az első epizódot 2021. augusztus 23-án mutatták be a TV2-ön.
A folytatás 2022. február 21-én érkezett a Super TV2-ön.

## Cselekmény
A sorozat epizódonként szomorú vagy vidám esküvői történeteket mesél el.

## Szereplők
Ismert és kevésbé ismert színészek mellett amatőr színészek is szerepelnek a sorozatban. Az amatőr színészek nem szerepelnek a stáblistán.
- Abonyi Beáta – Marika
- Álmosd Pheadra – Vadász Rita
- Andrei Mangra – Marco Bianchi
- Anga Kakszi István – Liszkai Roland
- Angelus Hanna – Kinga
- Bacsa Ildikó – Szabina
- Bácsi Bernadett – Hörner Alexandra
- Balázs Zsófia – Simon Natasa
- Bálint Nóra – Júlia
- Bálinthegyi Papp Anita – Rozi
- Baranyai Sándor – Hinz Noebert
- Bárdosi Sándor – Sándor
- Bede Kinga – Láng Júlia
- Berényi Dávid – Ferenc
- Bodnár Zoltán – Hevesi Pál
- Budavári Fülöp – Vadász Ferenc
- Büky Bea – Kerekes Laura
- Csáki Edina – Herczeg Judit
- Czifra Krisztina – Ferenc anyja
- Csanádi Petra – Erdős Ági
- Csarkó Bettina – Sebők Teréz
- Csépai Eszter – Hevesi Bea
- Csonka Zsuzsanna – Németh Mónika
- D. Varga Ádám – Németh Dániel
- Dér Mária – Erdős Klára
- Dobai Attila – István
- Dóka Andrea – Nóra anyja
- Dolmány Attila – Tolnai Gábor
- Domokos Zsolt – Ferenc
- Dögei Mátyás – Krüger Tamás
- Durugy Tamás – Jónás Andor
- Egri László – Pataki Vince
- Faragó Rita – Linda
- Farkas Viktória – Mendel Andrea
- Farkas Zita – Pongrácz Brigitta
- Farkas Zoltán – Novák Henrik
- Fazakas Júlia – Liszkai Klaudia
- Fehérvári Péter – Péterházy Simon
- Fekete Linda – Molnár Nina
- Fekete Réka – Molnár Aliz
- Fejes Rita – Kriszta
- Flór Máté – Csaba
- Fodor Boglárka – Fodor Renáta
- Frech Zoltán – Hörner Dávid
- Gaál Dániel – Ludwig Emil
- Gaál Urbán Viktória – Bering Ica
- Gáspár Zsolt – Balogh János
- Gelányi Bence – Ember Frigyes
- Gere Dénes – Kovács Patrik
- Geri Tamás – Jenő
- German Gergő – Marcell
- Gombos Judit – Bettina
- Görög Zita – Novák Evelin
- Háda Fruzsina – Mendel Daniella
- Hajas László – önmaga
- Hajdú Ádám János – Gál Teó
- Hajtó Aurél – Dr. Pullmann Rudolf
- Halász Aranka – Jolán
- Hartmann Teréz – Molnár Dóra
- Hegedűs Miklós – Ádám
- Hegyes Bertalan – táncoktató
- Hermányi Mariann – Sulyok Eszter
- Hevesi-Tóth Evelin – Varró Bianka
- Horváth Julianna – Kovács Mari
- Hrisztov Toma – Bence
- Ilyés Jenifer – Takács Nadja
- Inoka Péter – Tibor
- Jantyik Csaba – Fábián apja
- Jánosi Ferenc – Fekete Lőrinc
- Kádár Kinga – Liszkai Kriszta
- Kálloy Molnár Péter – Ligeti
- Károlyi Krisztián – Rosta Sándor
- Karsai J. András – Ortman János
- Kelecsényi Anna – Pongrácz Krisztina
- Kiss Péter Balázs – Pataki Ottó
- Kiszely Zoltán – Fényes Miklós
- Kocsis Mónika – Patrícia
- Kocsonya Zsófia – Sára barátnője
- Koller Virág – Mendel Viola
- Kolnai Kovács Gergely – Marcell
- Koltai Vivien – Hinz Jázmin
- Konkoly Ágnes – Sebők Nóra
- Kós Mátyás – Sipos Marcell
- Kosznovszky Márton – Marcell
- Kovács Éva Rebecca – Rosta Mariann
- Kovács Nóra – Rudolf Gina
- Kováts Vera – Tünde
- Köllő Babett – Horváth Cintia
- Kőmíves Sándor – Bering Nándor
- Körmendi Viktória – Bernáth Éva
- Knoll Márta – Katona Anikó
- Kristóf István – Papp Lázár
- Krizsik Alfonz – Molnár Péter
- Lancz Alexandra – Németh Anna / Bernáth Edit
- László Csaba – Kerekes József
- László Rebeka – Vivien barátnője
- Lénárt László – Bernáth István
- Lesovics István – Fodor Simon
- Lukács Renáta – Fodor Kriszta
- Madár Veronika – Prókai Mária
- Márfi Márk – Kerekes Dezső
- Marjai Virág – Hermann Lili
- Megyeri Balázs – Hoffmann Fábián
- Megyesi Pálma – Dóra
- Mérei Gabriella – Sziklai Kármen
- Merényi Nikolett – Fényes Márta
- Mesterházy Gyula – Molnár László
- Mész Adrienn – Németh Anna
- Mező Flóra – Gizella
- Miskédi Marcell – Péterházy Máté
- Mohácsi Norbert – Kécskei Ákos
- Molnár Andrea – Fenyves Szandra
- Móré László – Krisztián
- Moór Bernadett – mesélő
- Müller Rebeka Dalma – Juhász Lilla
- Nagy Enikő – Emőke
- Nagy Katica – Hevesi Anna
- Nagy Péter – Kristóf
- Nagy Petra – Buss Szonja
- Nagy Rebeka – Szandra
- Nagy Réka – Papp Maja
- Nagy Róbert – Winter Gábor
- Nagyabonyi Emese – Petra
- Nagyhegyesi Zoltán – Kessel Tamás
- Németh Viktória – Molnár Dóra
- Növényi Norbert – Moldován
- Nyitrai Hédi – Orsós Kata
- Nora Goldbach – Hoffmann Mira
- Orosz-Gyöngy Zsuzsa – Inez
- Oroszi Tamás – Tamás barátja
- Pánczél Lilla – Magyar Enikő
- Papp Györgyi – Hoffmann Renáta
- Patkós Viktória – Prókai Kata
- Pavletits Béla – Fekete Félix
- Pelsőczy László – Barna
- Perjési Hilda – Moldován Helga
- Péter Polla Borbála – Hanna
- Pethes Vivien – Marcsi
- Pintácsi Viki – Viki
- Pintér Gábor – Varró Pongrác
- Pozsgai Zoltán Péter – Hevesi Leonard
- Pozsonyi István – Varga Balázs
- R. Kárpáti Péter – Ortman Henrik
- Rábaközi Gergő – Moldován Tas
- Radvánszki Szabolcs – Máté
- Rimóczi Dóra – Molnár Sára
- Rizmajer Viktória – Molnár Lina
- Roehnelt Zsuzsanna – Garai Franciska
- Rudolf Teréz – Varró Lenke
- Ruzsik Katalin – Fábián Larissza
- Schneider Gábor – Erdős József
- Selmeci Lili – Gárdonyi Hajni
- Sipos Judit – Noémi
- Solymosi Ákos – Krisztián barátja
- Staub Viktória – Sipos Nelli
- Szabó Bence – Pali
- Szabó Endre – Perlaki Pál
- Szabó Nikolett – Faragó Diána
- Szabó-Sipos Viktória – Tóth Liza
- Szász Kamilla – Lengyel Vivien
- Szaszák Zsolt – Juhász Martin
- Szatmári Aliz – Vanessza
- Szél Noémi – Marianna
- Szemerédi Bernadett – Novák Valelntína
- Széplaky Géza – Attila
- Szerémy Dániel – Szabó Péter
- Sziládi Hajna – Juli
- Szokol Péter – Simon apja
- Takács Paulina – Soós Anna
- Takács Zalán – Tamás
- Támadi Anita – Violetta
- Tapasztó Nándor – Lajos
- Tolnai Klára – Faragó Kata
- Tomay Beatrix – Aliz anyja
- Tóth András – Darvas Máté
- Tóth Noémi – Brigitta
- Török-Ujhelyi Tamás – Balogh Tamás
- Turóczi Regina – Bakos Cecília
- Urmai Gábor – Vadász Henrik
- Vajda Zoltán – Molnár Vilmos
- Vaszkó Bence – Weiner János
- Veszelovszki Janka – Fényes Karola
- Viktor Balázs – Sebestyén
- Vincze Erika – Tóth Sára
- Virág Péter – Simon Krisztián
- Volosinovszki György – Perlaki Ferenc
- Wrochna Fanni – Pongrácz Júlia
- Xantus Barbara – Szilágyi Helena
- Zsiga László – Pongrácz Valter
- Zsitva Réka – Hajós Viola

## Epizódok
Az első epizódot 2021. augusztus 23-án mutatta be a TV2. 6. résztől a Super TV2 vetítette tovább.